# Saint-Didier-sous-Écouves
Saint-Didier-sous-Écouves település Franciaországban, Orne megyében. Lakosainak száma 158 fő (2018. január 1.). Saint-Didier-sous-Écouves Livaie, La Lande-de-Goult, Le Bouillon, Saint-Nicolas-des-Bois, Fontenai-les-Louvets, Longuenoë, Rouperroux és Saint-Ellier-les-Bois községekkel határos.

## Népesség
A település népessége az elmúlt években az alábbi módon változott:
| Lakosok száma | 157  | 158  | 159  | 156  | 158  |
|               | 2013 | 2015 | 2016 | 2017 | 2018 |